# Provincia di Santiago Rodríguez
Santiago Rodríguez  è una delle 32 province della Repubblica Dominicana. Il suo capoluogo è San Ignacio de Sabaneta.

## Geografia antropica

### Suddivisioni amministrative
La provincia si suddivide in 3 comuni:
- San Ignacio de Sabaneta
- Monción
- Villa Los Almácigos